# 阿尔克萨尔
阿尔克萨尔，是西班牙阿拉贡自治区韦斯卡省的一个市镇。总面积32平方公里，总人口290人（2001年），人口密度9人/平方公里。